# ACS Applied Polymer Materials
ACS Applied Polymer Materials (nach ISO 4-Standard in Literaturzitaten mit ACS Appl. Polym. Mater. abgekürzt) ist eine monatlich erscheinende wissenschaftliche Fachzeitschrift, die von der American Chemical Society herausgegeben wird. Die Erstausgabe erschien im Januar 2019. Die interdisziplinäre Fachzeitschrift veröffentlicht Artikel zur Originalforschung über alle Gebiete des Ingenieurwesens, der Chemie, Physik und Biologie, die sich mit der Anwendung auf Polymere befassen.
Aktueller Chefredakteur ist Kirk S. Schanze von der University of Texas at San Antonio (Texas, Vereinigte Staaten).